# Sylvie Maret
Sylvie Maret – francuska zapaśniczka walcząca w stylu wolnym. Srebrna medalistka mistrzostw świata w 1987. Druga na mistrzostwach Francji w 1987 i trzecia w 1988 roku.